# Jagatkal, Devadurga
Jagatkal là một làng thuộc tehsil Devadurga, huyện Raichur, bang Karnataka, Ấn Độ.